# Sanzaru Games
Sanzaru Games är ett amerikanskt datorspelsföretag. Företaget grundades år 2007 i Kalifornien av sju stycken spelutvecklare som gått tillsammans och bildat företaget. Deras första spel var Ninja Reflex, som släpptes 1 mars 2008 till Pc, Nintendo DS och Wii. Företaget arbetar just nu på Sly Cooper: Thieves in Time som förväntas släppas år 2012.

## Spel
| Speltitel                   | År   | Konsol                  |
| --------------------------- | ---- | ----------------------- |
| Ninja Reflex                | 2008 | Wii, Nintendo DS och PC |
| Secret Agent Clank          | 2009 | Playstation 2           |
| The Sly Collection          | 2010 | Playstation 3           |
| Mystery Case Files          | 2011 | Wii                     |
| Sly Cooper: Thieves in Time | 2013 | Playstation 3           |